# Villeau
Villeau est une ancienne commune française située dans le département d'Eure-et-Loir en région Centre-Val de Loire.
À la suite de l'arrêté du 30 octobre 2018 portant création de la commune nouvelle d'Éole-en-Beauce, la commune nouvelle d'Éole-en-Beauce est créée en lieu et place des communes d'Éole-en-Beauce et de Villeau à compter du 1er janvier 2019.

## Géographie

### Situation

Situation géographique
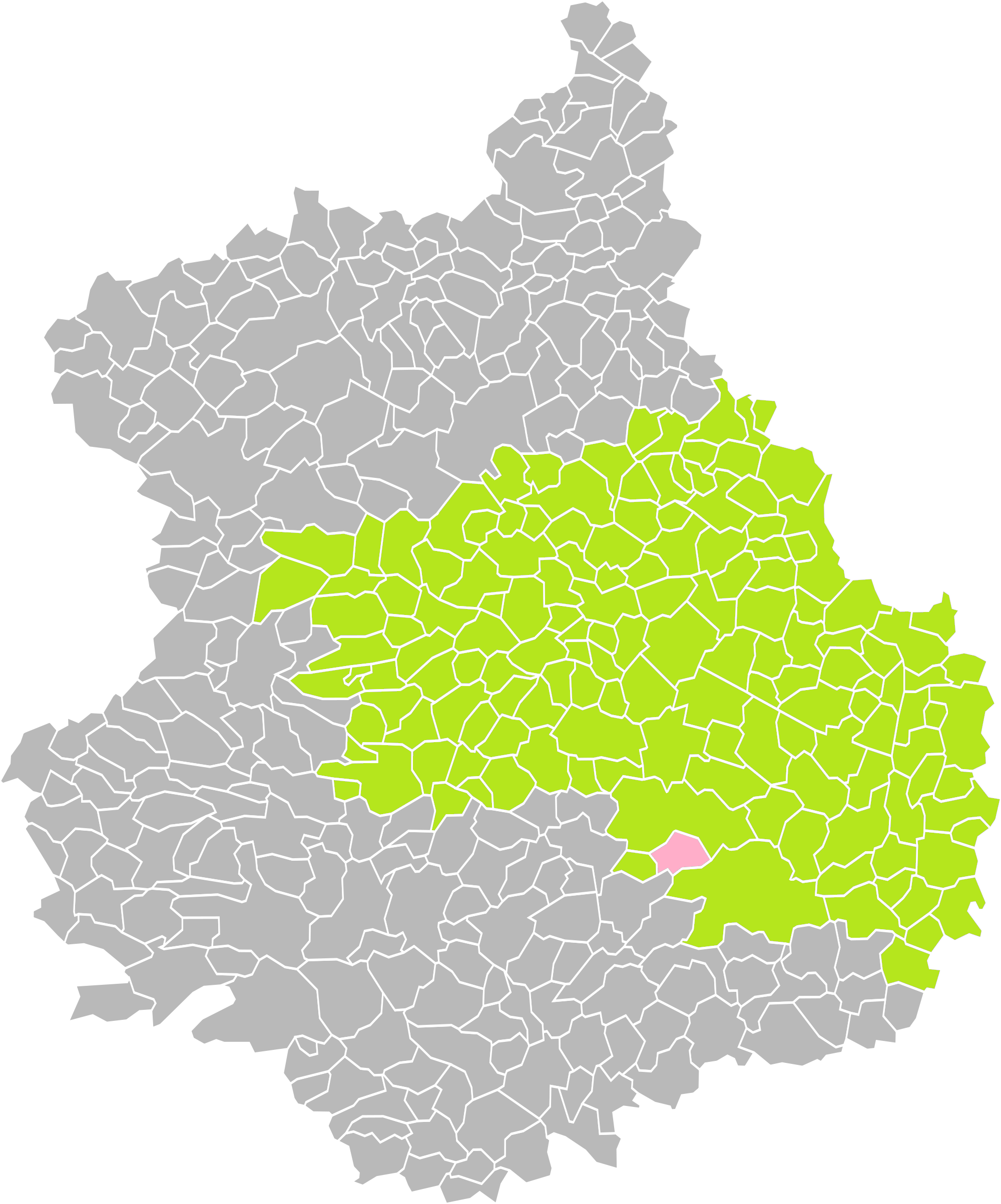
Villeau dans son arrondissement.
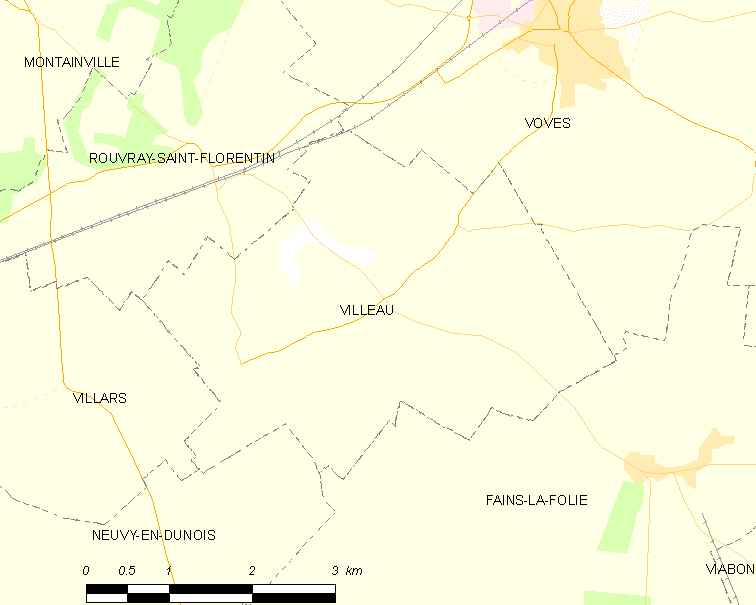
Carte de la commune de Villeau.

### Communes limitrophes
| Rouvray-Saint-Florentin |                | Voves |
|                         | Villeau        |       |
| Villars                 | Fains-la-Folie |       |

## Toponymie
Le nom de la localité Villeel vers 1125 ; Vilael vers 1250 ; Villaelli en 1300 ; Villeolum en 1626 ; Saint Jean de Villeau en 1736.

## Histoire
Le 1er janvier 2019, Villeau intègre la commune nouvelle d'Éole-en-Beauce à la suite d'un arrêté préfectoral du 30 octobre 2018.

## Politique et administration

### Liste des maires
| Période                                  | Période          | Identité          | Étiquette | Qualité                                             |
| ---------------------------------------- | ---------------- | ----------------- | --------- | --------------------------------------------------- |
| avant 1988                               | ?                | François Gernez   |           |                                                     |
| mars 2001                                | 31 décembre 2018 | Philippe Lirochon | SE        | Agriculteur Président du Syndicat du Pays de Beauce |
| Les données manquantes sont à compléter. |                  |                   |           |                                                     |

## Population et société

### Démographie
L'évolution du nombre d'habitants est connue à travers les recensements de la population effectués dans la commune depuis 1793. Pour les communes de moins de 10 000 habitants, une enquête de recensement portant sur toute la population est réalisée tous les cinq ans, les populations de référence des années intermédiaires étant quant à elles estimées par interpolation ou extrapolation. Pour la commune, le premier recensement exhaustif entrant dans le cadre du nouveau dispositif a été réalisé en 2008.

En 2016, la commune comptait 186 habitants, en évolution de +8,14 % par rapport à 2010 (Eure-et-Loir : −0,23 %, France hors Mayotte : +2,11 %).
| 1793 | 1800 | 1806 | 1821 | 1831 | 1836 | 1841 | 1846 | 1851 |
| ---- | ---- | ---- | ---- | ---- | ---- | ---- | ---- | ---- |
| 377  | 353  | 373  | 429  | 425  | 465  | 436  | 433  | 431  |

| 1856 | 1861 | 1866 | 1872 | 1876 | 1881 | 1886 | 1891 | 1896 |
| ---- | ---- | ---- | ---- | ---- | ---- | ---- | ---- | ---- |
| 443  | 433  | 430  | 389  | 380  | 372  | 375  | 348  | 365  |

| 1901 | 1906 | 1911 | 1921 | 1926 | 1931 | 1936 | 1946 | 1954 |
| ---- | ---- | ---- | ---- | ---- | ---- | ---- | ---- | ---- |
| 334  | 329  | 302  | 250  | 283  | 270  | 249  | 262  | 252  |

| 1962 | 1968 | 1975 | 1982 | 1990 | 1999 | 2006 | 2008 | 2013 |
| ---- | ---- | ---- | ---- | ---- | ---- | ---- | ---- | ---- |
| 202  | 166  | 149  | 121  | 105  | 113  | 157  | 170  | 187  |

| 2016 | - | - | - | - | - | - | - | - |
| ---- | - | - | - | - | - | - | - | - |
| 186  | - | - | - | - | - | - | - | - |

## Économie
Villeau accueille l'usine MEAC, située sur la route départementale 12 aux lieux-dits Les Marnières, Les Trois Muids et l'Épinette. Cette usine, dont le siège est à Erbray en Loire-Atlantique, est productrice d'amendements pour les sols.

## Culture locale et patrimoine

### Lieux et monuments

#### Église Saint-Jean
Classé MH (1966).
L’église Saint-Jean de Villeau est édifiée aux XIIe et XVIe siècles. Elle est classée au titre de monument historique par l'arrêté du 29 juin 1966.
La cloche de 1749 est également classée au titre d'objet monument historique par l'arrêté du 2 juin 1943.

#### Autres lieux et monuments
- Le dolmen de la Pierre au Grès ;
- Le monument aux morts[10] ;
- La tourelle, située au croisement des routes départementales 12 et 154 ;
- L'usine MEAC.

Lieux et monuments
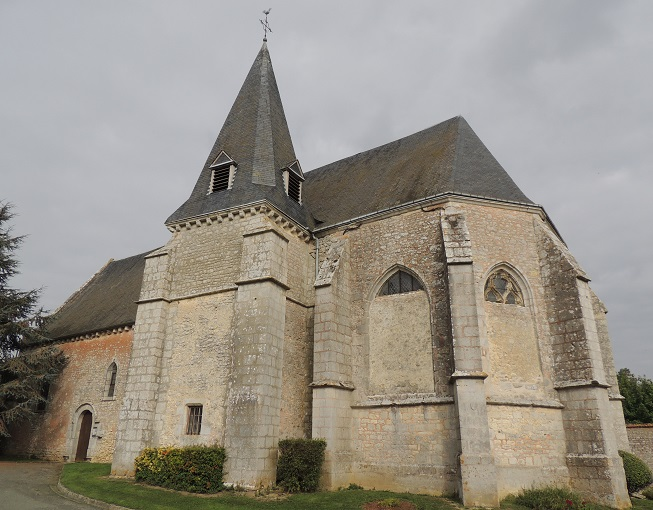
L'église Saint-Jean.
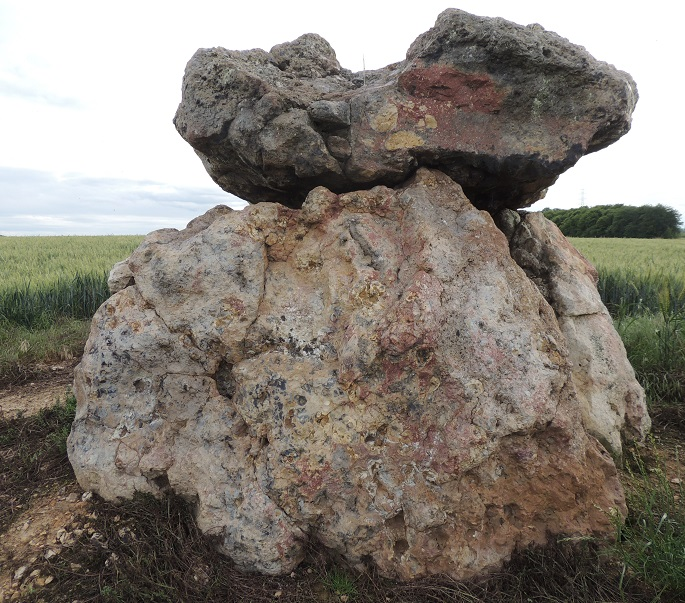
Le dolmen de la Pierre au Grès
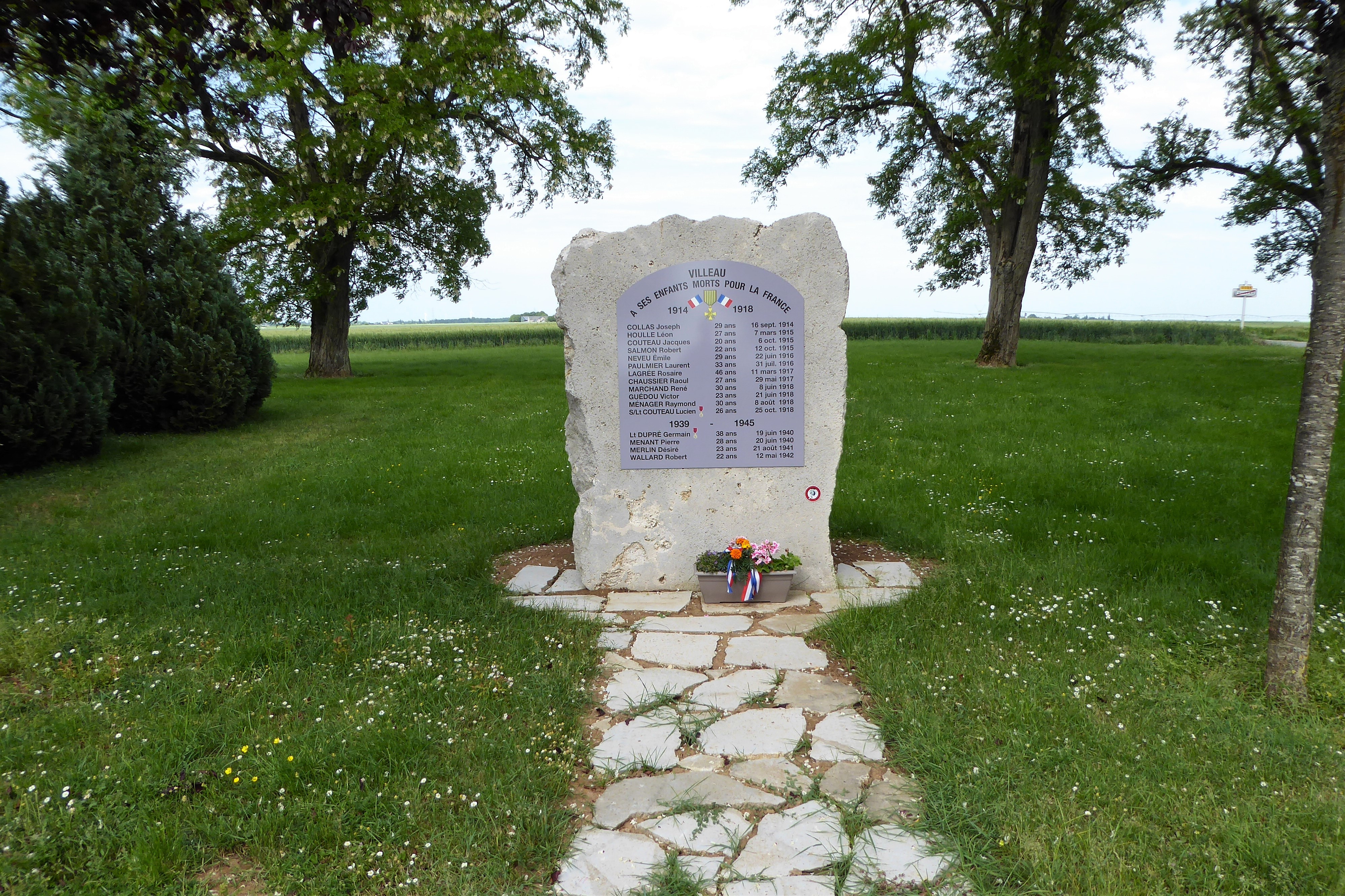
Le monument aux morts.
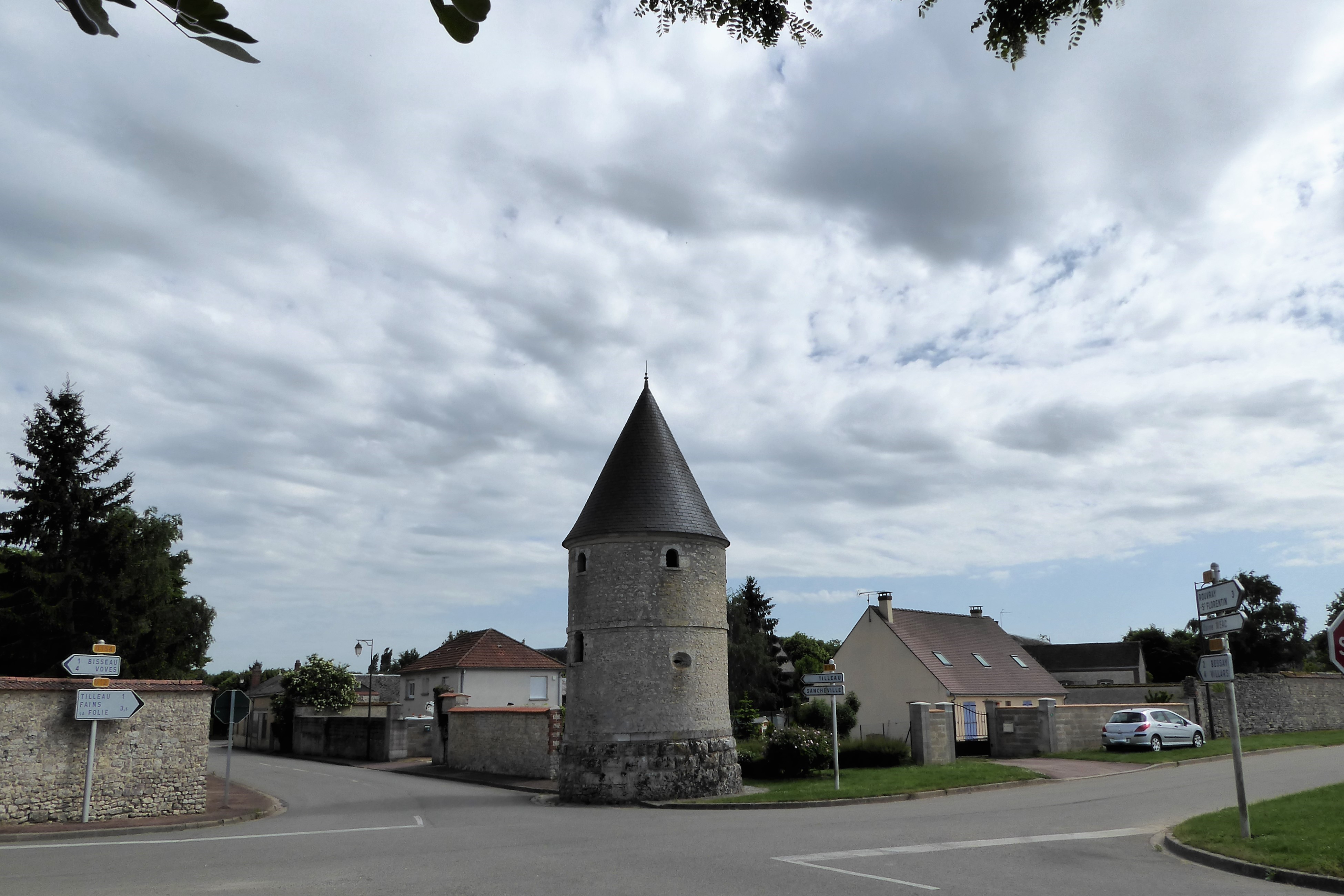
La tourelle.
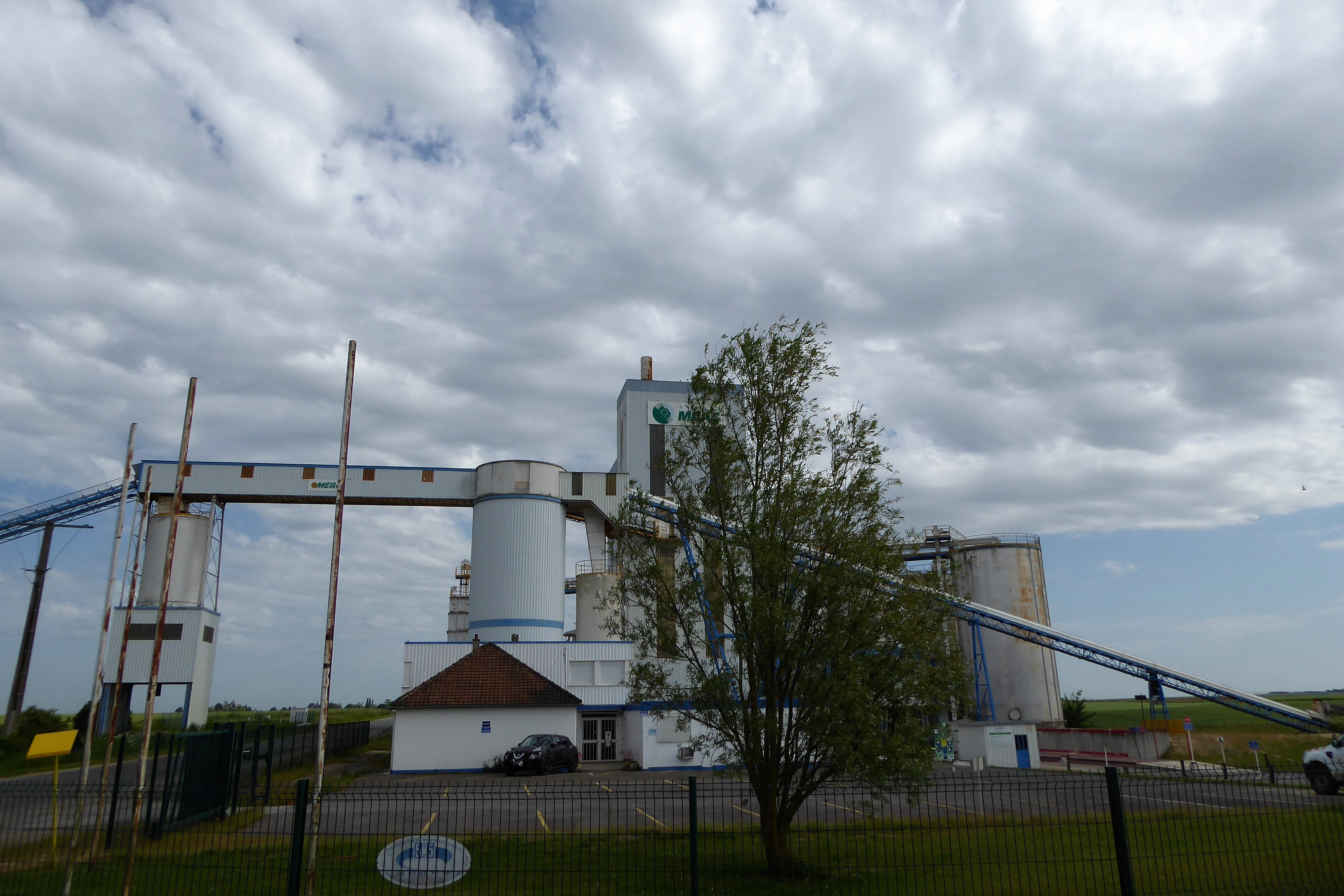
L'usine MEAC.

### Personnalités liées à la commune
François Huet (1814-1869), philosophe français, né à Villeau.